# Beta-amiloide
El β-amiloide (Aβ o Abeta ) es un péptido de 36 a 43 aminoácidos que se sintetiza a partir de la proteína precursora amiloidea (APP). Aunque generalmente se alude a su relación con la enfermedad de Alzheimer, se ha encontrado evidencia de que tiene múltiples actividades no asociadas con esta enfermedad.

## Actividad habitual no patológica del β-amiloide
Estas funciones no asociadas con Alzheimer incluyen: la activación de quinasas, la protección contra estrés oxidativo, la regulación del transporte de colesterol, (actuando como un factor de transcripción) y la actividad antimicrobiana, vinculada con su acción proinflamatoria.

## Asociación con enfermedades
Este péptido es el principal componente de las placas seniles (depósitos que se encuentran en el cerebro de los pacientes con la enfermedad de Alzheimer), aunque existen placas similares en otras demencias: en la Demencia de cuerpos de Lewy y en la miositis por cuerpos de inclusión (enfermedad muscular). El β-amiloide también puede formar agregados que cubren vasos sanguíneos cerebrales en la angiopatía amiloide cerebral. Las placas se forman por una red irregular de agregados fibrilares llamadas fibras amiloides, un plegamiento proteico asociado a otros péptidos como los priones, proteínas patógenas alteradas, que tienen un plegamiento incorrecto. Investigaciones recientes sugieren que las formas solubles de las estructuras oligoméricas del péptido pueden ser agentes causales del desarrollo de la enfermedad de Alzheimer.

## Formación

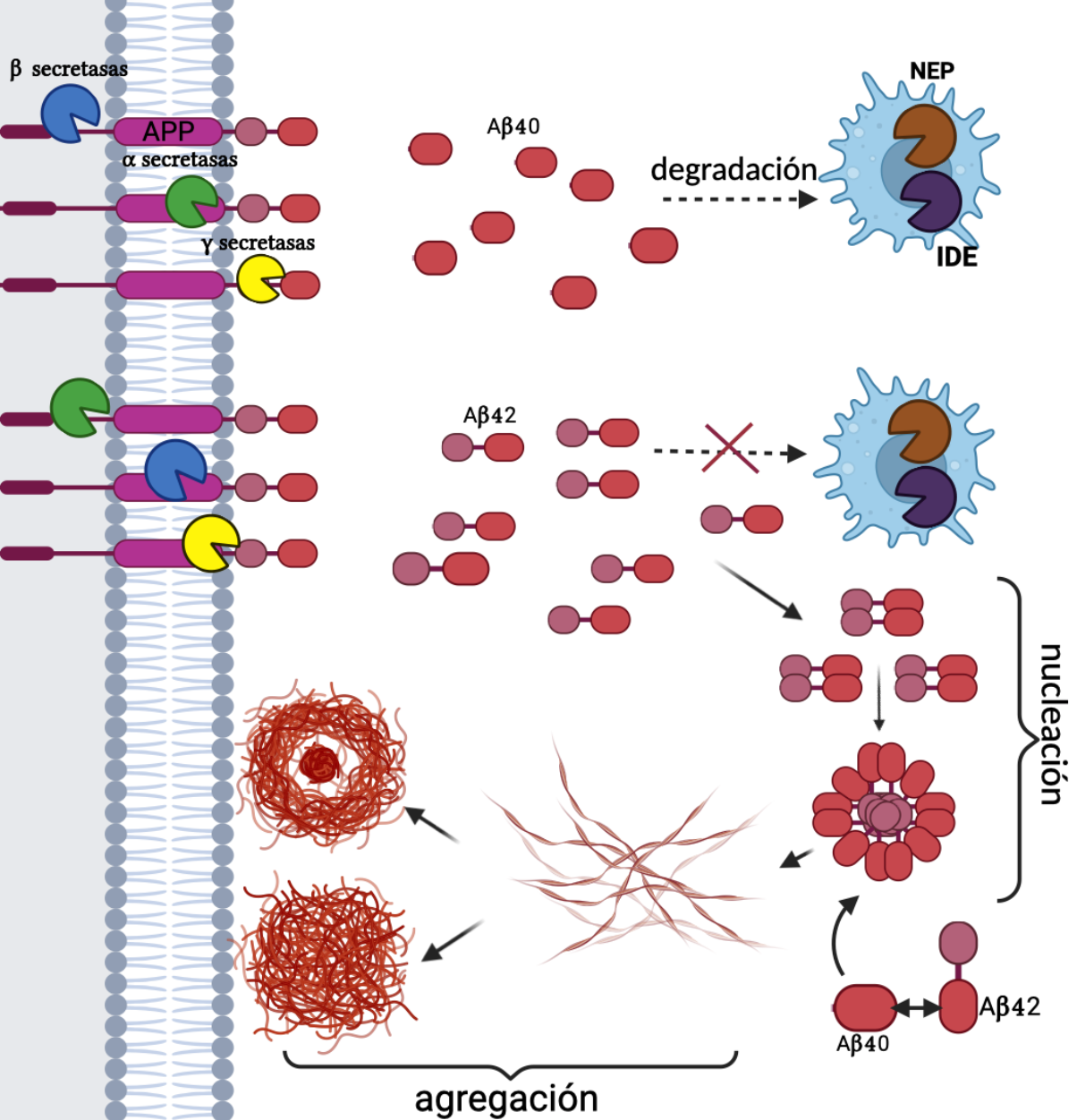
vías no patógenas y patógenas de beta amiloide

El β-amiloide se forma por la división secuencial del precursor proteico amiloide (APP), una glicoproteína transmembrana con una función indeterminada. El APP puede ser procesado a partir de las α-secretasa, β-secretasa y γ-secretasa. En primera instancia el β-amiloide se forma por la acción sucesiva de las secretasas β y γ. Ambas producen el extremo C-terminal del péptido y a su vez se incorporan a la región transmembrana del APP con el objetivo de generar isoformas de 36 a 43 aminoácidos. Las isoformas más comunes son Aβ40 y Aβ42, donde la isoforma más corta se genera debido a la escisión que ocurre en el retículo endoplasmático, mientras que la isoforma larga se escinde en el área trans-Golgi. La isoforma Aβ40 es la más habitual. La Aβ42 es más fibrogénica y, por lo tanto, está asociada con el desarrollo de ciertas enfermedades. Mutaciones en el APP asociados con estadios iniciales de Alzheimer se relacionan con un aumento en la producción de Aβ42 por lo que la terapia para combatir el Alzheimer se basa en regular la actividad de las secretasas β y γ para que la producción de A40 sea mayor.

## Placas seniles
Las placas seniles descritas por Alois Alzheimer son el resultado de la acumulación y la precipitación anormal de péptido βA fuera de la célula. Debido a su mayor agregación e insolubilidad el Aβ42 es más abundante en las placas que el Aβ40. 
La clasificación más utilizada es la morfológica, que distingue entre dos tipos de placas: las difusas y las densas, según su capacidad de tinción con Rojo Congo y Tioflavina-S. 
Esta división es relevante en la enfermedad de Alzheimer, ya que las placas densas tioflavina-S positivas están asociadas con: efectos deletéreos en el neuropilo, incremento de la curvatura y distrofia de las neuritas (axones y dendritas), pérdida de sinapsis y de neuronas, y activación y reclutamiento de astrocitos y microglia.
Las placas difusas están presentes en el cerebro de personas mayores cuyas capacidades cognitivas están intactas, por el contrario, las placas densas (particularmente aquellas con distrofia en las neuritas) solo se encuentran en pacientes con enfermedad de Alzheimer. A pesar de esto, los límites entre el envejecimiento normal y la demencia de Alzheimer no están claros, pues hay personas con capacidades cognitivas conservadas en las que se pueden encontrar depósitos de amiloide.
Estudios en microscopio electrónico revelan que la estructura de las placas densas está compuesta por una masa central de filamentos extracelulares que se extienden radialmente hacia la periferia. Es en la periferia donde se mezclan con neuritas distróficas (procedentes de neuronas, astrocitos y microglía destruidos), que pueden ser tioflavina-S positivas.
Las neuritas distróficas asociadas a las placas son la evidencia más notoria de neurotoxicidad inducida por el βA. Las neuritas distróficas pueden ser inmunorreactivas para la APP, debido a anormalidades en su citoesqueleto. Estas anormalidades pueden llevar a una interrupción del transporte axonal y por lo tanto a una acumulación de mitocondrias y vesículas sinápticas (lo que las hace positivas para porina mitocondrial y cromogranina-A). Además, algunos axones distróficos contienen marcadores de neurotransmisores (acetilcolina, glutamato o GABA). 
Finalmente, las neuritas distróficas se pueden visualizar con estudios inmunohistoquímicos para ubiquitina y proteínas lisosomales, que nos indica que en ella hay un intento de degradar la acumulación anormal de proteínas y organelos. Una expresión menos evidente de los cambios en las neuritas mediados por las placas es el incremento en la curvatura de aquellas neuritas que están localizadas en la proximidad de las placas densas.

## Genética
Mutaciones autosómicas dominantes en el APP causan, mediante un mecanismo hereditario, la enfermedad de Alzheimer (EA), en un 10% de los casos. La mayoría de los casos de EA no son causadas por este tipo de mutaciones y no siguen un patrón hereditario. Un aumento en los niveles totales de Aβ o un aumento en la concentración tanto de Aβ40 y Aβ42 se relaciona completamente con la patogenia de ambos tipos de EA esporádica. Debido a que la isoforma Aβ42 tiene una naturaleza más hidrofóbica se le considera la forma más amiloidogénica del péptido. Sin embargo, la secuencia central KLVFFAAE es la responsable de formar amiloide por su cuenta y probablemente forma la cubierta de fibrilla. 
La “hipótesis del amiloide” propone que las placas son las responsables de causar la EA sin embargo esta teoría, a pesar de tener una gran aceptación en el sector científico, no está completamente fundamentada. Los depósitos intracelulares de la proteína tau también se observan como signo en el desarrollo de la EA. Los oligómeros que forma la vía del amiloide podrían ser las especies citotóxicas.
Una hipótesis alternativa es que los oligómeros de amiloide son responsables del desarrollo de la enfermedad. Los roedores que han sido modificados genéticamente expresan oligómeros, pero no expresan placas (APPE693Q) que desencadenan la enfermedad.

## Estructura
La proteína β-amiloide es intrínsecamente no estructurada, lo que significa que en una solución no adquiere una conformación terciaria compacta, sino como un conjunto de estructuras. Por lo tanto, no puede ser cristalizada y casi todo el conocimiento sobre ella proviene de estudios mediante Resonancia Magnética Nuclear y dinámica molecular. Los modelos derivados de la RMN son de un polipéptido de 26 aminoácidos, a partir de beta-amiloide (Aß10-35) que muestran una estructura en espiral sin una estructura secundaria significativa Estudios de réplica, cambio y dinámica molecular demuestran que la beta-amiloide se puede encontrar en diversos estados. En simulaciones guiadas por RMN, parece que la Aß 1-40 y Aß 1-42 cuentan con estados de conformación muy diferentes, con el fragmento C-terminal de la Aß 1-42 siendo más estructurado que el de los fragmentos de la 10-40.
La información estructural sobre el estado oligomérico de Aß es aún escasa desde 2010. En condiciones de baja temperatura y baja en sal se lograron aislar los oligómeros en pentaméricos en forma de disco de esta proteína, y se vio que son carentes de estructura beta. Por otro lado, oligómeros solubles preparados en presencia de detergentes parecen tener un contenido importante de láminas beta con caracteres paralelos y antiparalelos, diferentes de fibrillas.)

## Estrategias de intervención
Los investigadores de la enfermedad de Alzheimer han identificado cinco posibles estrategias de intervenciones contra el amiloide:
- Inhibidores de β-secretasa: Estos trabajan para impedir la primera división de APP fuera de la célula.
- Inhibidores de γ-secretasa (semagacestat): Estos trabajan para bloquear la segunda división de APP en la membrana celular y por lo tanto, detener la subsecuente formación de Aß y sus fragmentos tóxicos.
- Agentes reductores selectivos de Aß42 (por ejemplo, tarenflurbil): Estos modulan la γ-secretasa para reducir la producción de Aß42 favoreciendo otras versiones de Aß (fragmentos más cortos).
- Inmunoterapias: Estimulan el sistema inmune del paciente para reconocer y atacar a Aß, proporcionar anticuerpos que previenen la deposición de la placa, o mejorar la eliminación de dichas placas.
- Agentes antiagregantes[26] (apomorfina): Esto evita que los fragmentos de Aß se acumulen o que se eliminen si es que ya se agregaron.[27]

Existe evidencia de que suplementos de la hormona melatonina podrían ser eficaces contra la Aß. La melatonina interactúa con ella e inhibe su agregación. Esta actividad antiagregante se produce sólo a través de una interacción con los dímeros del péptido beta-amiloide soluble. La melatonina no revierte la formación de fibrillas u oligómeros de Aß una vez que se forman. Esto es demostrado por experimentos en ratones transgénicos que sugieren que la melatonina tiene el potencial de prevenir la deposición de amiloide si se administra de forma temprana, pero no es eficaz para revertir la deposición de amiloide una vez que se deposita, para tratar la enfermedad de Alzheimer. 
Esta relación con la melatonina, la cual también regula el sueño, se ve reforzada por las investigaciones recientes que muestran que la vigilia induciendo la hormona orexina tiene influencia sobre la Aß (ver más abajo). Curiosamente, los experimentos con animales muestran que la melatonina también puede corregir ligeras elevaciones de colesterol, que es también un factor de riesgo temprano para la formación de placas de amiloide. 
El cannabinoide HU-210 ha demostrado que previene la inflamación promovida por Aß.

## Ritmos circadianos del β-amiloide
En un informe del 2009 se demostró que la producción del β-amiloide tiene un ciclo circadiano, aumenta cuando la persona se encuentra en estado de vigilia y disminuye durante el sueño. Se demostró que la producción del neuropéptido orexina, durante el estado de vigilia, es necesaria para la producción en ritmo circadiano de la β-amiloide. El informe sugiere que largos períodos de vigilia (debido a la falta de sueño) puede ocasionar una acumulación crónica de β-amiloide, lo cual podría hipotéticamente conducir a la enfermedad de Alzheimer. Lo anterior concuerda con los recientes hallazgos en los cuales la privación crónica o excesiva está asociada con el inicio de Alzheimer.
La melatonina también se encuentra relacionada con el mantenimiento del ritmo circadiano. En particular, la melatonina ha sido relacionado con el fenómeno "crepuscular", en el cual, los pacientes con enfermedad de Alzheimer que tienen las placas amiloides en el hipotálamo, muestran exacerbación de los síntomas de la enfermedad al final del día de Alzheimer. Este fenómeno "crepuscular" puede estar directa o indirectamente relacionado con el descubrimiento reciente sobre el aumento continuó en la producción del β-amiloide durante el transcurso del día.

## Medición del β-amiloide
Existen diferentes formas de medir el β-amiloide: 
- Puede ser medido semi-cuantitativamente por medio de inmunomarcación, también permite determinar su ubicación. β-amiloide puede ser principalmente vascular, como en la angiopatía amiloide cerebral, o en las placas seniles y vasculares.

- Un método altamente sensible es la prueba de ELISA, un inmunoensayo útil para detectar β-amiloide con ayuda de dos anticuerpos específicos que funcionan como marcadores.
- Compuestos por imágenes, en particular el Compuesto Pittsburgh-B, (BTA-1, un thioflavin), de forma selectiva pueden unirse a la β-amiloide in vitro e in vivo. Esta técnica, combinada con imágenes de PET, se ha utilizado para áreas de imagen en los depósitos de placa en los pacientes con Alzheimer.
- Microscopía de fuerza atómica, puede visualizar superficies moleculares en escala nanométrica, se puede utilizar para determinar el estado de agregación de β-amiloide in vitro.[33]
- Interferometría de polarización dual, es una técnica óptica que puede medir las primeras etapas de agregación y la inhibición mediante la medición del tamaño molecular y la densidad de las fibras alargadas.[34][35]